# BAE Systems Tempest
De BAE Systems Tempest is een gevechtsvliegtuig van de zesde generatie dat tegen 2035 de Eurofighter Typhoon vervangt bij de Royal Air Force en de Aeronautica Militare.

## Verenigd Koninkrijk
De Regering van het Verenigd Koninkrijk trok £2 miljard uit voor de eerste fase tot 2025.
De luchtstrategie van het Verenigd Koninkrijk van 2018 beschrijft een vliegtuig, bemand of onbemand, waarvan de voornaamste functie is om luchtgevechten te winnen of luchtsteun te bieden aan grondtroepen in een vijandige of omstreden omgeving en ook bewaking, verkenning, elektronische oorlogvoering en commando en leiding op te nemen.
Op 16 augustus 2018 werd Tempest voorgesteld op de Farnborough Airshow.
Tegelijk trok het Verenigd Koninkrijk zich terug uit de samenwerking met Frankrijk voor het Système de Combat Aérien du Futur. 
Eind 2021 kreeg BAE Systems een contract van £250 miljoen voor een voorontwerp voor een nieuw gevechtsvliegtuig met een zwerm van onbemande luchtvaartuigen.
Op 18 juli 2022 gaf het Ministerie van Defensie (Verenigd Koninkrijk) een persbericht uit dat BAE Systems een prototype bouwt te Warton, dat zal vliegen in 2027 en al gevlogen heeft in vliegsimulatoren.

## Ontwikkeling
Ontwikkeling gebeurt door Team Tempest bestaande uit BAE Systems als projectleider en systeemintegrator, Rolls-Royce plc voor de reactiemotoren, Leonardo (bedrijf) voor sensoren, elektronica en avionica, MBDA voor straalwapens en hypersonische wapens.
Op de Farnborough Airshow in juli 2020 voegde minister van defensie Ben Wallace zeven nieuwe bedrijven toe: General Electric, GKN, Collins Aerospace, Martin-Baker, Qinetiq, Spirit AeroSystems en Thales Groep. Samen met Britse universiteiten en kleine en middelgrote ondernemingen ontwikkelen ze prototypes voor 60 deelsystemen.

## Eigenschappen
Tempest zal modulair zijn en aanpasbaar per rol en missie en aanpasbaar gedurende zijn levensduur.
Tempest zal een adaptive cycle engine bevatten uit composietmateriaal voor betere thermische eigenschappen en om lichter en goedkoper te zijn.
Tempest krijgt twee elektrische generatoren, die tien keer meer vermogen opwekken dan in de Eurofighter Typhoon. De twee generatoren zitten zonder overbrenging op de twee assen van de twee reactiemotoren.
Een 3D-printer maakt onderdelen.
Leonardo heeft een 4x gevoeligere en 10x kleinere radarverklikker voorgesteld.
Het bevat stealth.
Het heeft deltavleugels en een paar naar buiten wijzende kielvlakken.
De achterkant van de romp loopt licht omhoog voor S-vormige kanalen achter de motorinlaten voor minder radardoorsnede vooraan.
De twee motoren liggen diep in de romp voor minder radardoorsnede en infrarood signatuur.
Tempest zal de piloot virtuele werkelijkheid tonen in zijn helmet-mounted display.
De helm van de piloot verzamelt hersengolven en andere medische gegevens van de piloot voor  biometrie en psychometrie voor elke piloot.
De kunstmatige intelligentie en deep learning helpt de piloot op grond van die gegevens, bijvoorbeeld om de besturing over te nemen bij g-LOC of wanneer de piloot moet reageren op een bedreiging of om wapens naar hun doel te geleiden.
De kunstmatige intelligentie filtert ook de gegevens van de sensoren, zodat de piloot niet overbelast geraakt.
Tempest zal Cooperative Engagement Capability hebben met datalinks om gegevens te delen met andere vliegtuigen en acties te coördineren. Tempest kan een zwerm onbemande luchtvaartuigen leiden.

## Italië
Op 10 september 2019 kondigde Italië deelname aan.
De intentieverklaring was ondertekend door de Britse bedrijven en de Italiaanse bedrijven Leonardo, Elettronica, Avio Aero en MBDA.
In augustus 2021 kondigde Italië een investering van €2 miljard aan tegen 2035 te beginnen met telkens €20 miljoen in 2021, 2022 en 2023.
In het Italiaans defensiebudget van juli 2022 staan budgetten van €220 miljoen in 2022 en €345 miljoen in 2023, met geraamd totaal €3,8 miljard tegen 2036.
In oktober 2023 legde het Italiaans ministerie van defensie een herziene raming voor aan het Parlement van Italië van in totaal €7,7 miljard tegen 2037.

## Zweden
In 2018 besprak het Brits ministerie van Defensie samenwerking met Zweden.
Op 19 juli 2019 ondertekenden het Verenigd Koninkrijk en Zweden een memorandum van overeenstemming voor samenwerking.
Sveriges Television maakte bekend dat Zweden deelneemt aan Tempest.
Jane's Defence Weekly verduidelijkte nadien dat Zweden niet formeel deelneemt aan het project, maar samenwerkt in een breder verband.
In juli 2020 begonnen gesprekken tussen het Verenigd Koninkrijk, Italië en Zweden.
Saab investeert £50 miljoen in het project, maar legde zich nog niet vast.
Op 21 december 2020 ondertekenden het Verenigd Koninkrijk, Italië en Zweden een memorandum van overeenstemming over de algemene beginselen en een samenwerking op gelijke basis van de drie landen.

## Japan
Begin 2017 begonnen gesprekken om Tempest te combineren met de Mitsubishi F-X om kosten te sparen.
Op 22 december 2021 kondigden het Verenigd Koninkrijk en Japan aan dat ze samen een testbed voor de motoren ontwikkelen, waarbij het Verenigd Koninkrijk £30 miljoen betaalt voor de ontwikkeling en daarna £200 miljoen voor de productie van het testbed.
Op 15 februari 2022 kwamen het Verenigd Koninkrijk en Japan overeen om samen de JAGUAR (Japan And Great Britain Universal Advanced RF sensor) te ontwikkelen geleid door Leonardo en Mitsubishi Electric.
In december 2022 traden het Verenigd Koninkrijk, Italië en Japan toe tot het Global Combat Air Programme (GCAP).

## India
Op 8 februari 2019 spraken het Ministerie van Defensie (Verenigd Koninkrijk) en BAE Systems met het Indiase ministerie van defensie en de Indiase luchtmacht over samenwerking.

## Saoedi-Arabië
Het Kabinet-Sunak sprak met Saoedi-Arabië om tot het programma toe te treden.

## Tegenhangers
Soortgelijke stealth gevechtsvliegtuigen van de zesde generatie die er commercieel en/of militair mee wedijveren:
- Rusland MiG-41
- China Chengdu J-36 voor de Luchtmacht van het Volksbevrijdingsleger
- China Shenyang J-50 voor de Marine van het Volksbevrijdingsleger
- Frankrijk Système de Combat Aérien du Futur
- Verenigde Staten Boeing F-47 voor de United States Air Force
- Verenigde Staten F/A-XX voor de United States Navy